# العلاقات الدومينيكانية الفنزويلية
العلاقات الدومينيكانية الفنزويلية هي العلاقات الثنائية التي تجمع بين جمهورية الدومينيكان وفنزويلا.

## مقارنة بين البلدين
هذه مقارنة عامة ومرجعية للدولتين:
| وجه المقارنة                                              | جمهورية الدومينيكان | فنزويلا                                  |
| --------------------------------------------------------- | ------------------- | ---------------------------------------- |
| المساحة (كم2)                                             | 48.67 ألف           | 916.45 ألف                               |
| عدد السكان (نسمة)                                         | 10.40 مليون         | 28.87 مليون                              |
| الكثافة السكانية (ن./كم²)                                 | 213.68              | 31.5                                     |
| العاصمة                                                   | سانتو دومينغو       | كاراكاس                                  |
| اللغة الرسمية                                             | اللغة الإسبانية     | اللغة الإسبانية، لغة الإشارة الفنزويلية ‏ |
| العملة                                                    | بيزو دومنيكاني      | بوليفار فنزويلي                          |
| الناتج المحلي الإجمالي (بليون دولار)                      | 75.93 مليار         | 482.36 مليار                             |
| الناتج المحلي الإجمالي (تعادل القوة الشرائية) بليون دولار | 149.89 مليار        |                                          |
| الناتج المحلي الإجمالي الاسمي للفرد دولار أمريكي          | 6.47 ألف            |                                          |
| الناتج المحلي الإجمالي للفرد دولار أمريكي                 | 13.26 ألف           |                                          |
| مؤشر التنمية البشرية                                      | 0.715               | 0.762                                    |
| رمز المكالمات الدولي                                      | +1809، +1829، +1849 | +58                                      |
| رمز الإنترنت                                              | .do                 | .ve                                      |
| المنطقة الزمنية                                           | 00                  | 00                                       |

## مدن متوأمة
في ما يلي قائمة باتفاقيات التوأمة بين مدن دومينيكانية وفنزويلية:
- ترتبط سانتو دومينغو مع كاراكاس باتفاقية توأمة منذ 1970.

## منظمات دولية مشتركة
يشترك البلدان في عضوية مجموعة من المنظمات الدولية، منها:
| علم المنظمة | اسم المنظمة                                                          | تاريخ انضمام جمهورية الدومينيكان | تاريخ انضمام فنزويلا |
| ----------- | -------------------------------------------------------------------- | -------------------------------- | -------------------- |
|             | وكالة حظر الأسلحة النووية في أمريكا اللاتينية ومنطقة البحر الكاريبي ‏ | ?                                | ?                    |
|             | المنظمة الهيدروغرافية الدولية                                        | ?                                | ?                    |
|             | البنك الدولي للإنشاء والتعمير                                        | 18 سبتمبر 1961                   | 30 ديسمبر 1946       |
|             | يونسكو                                                               | 4 نوفمبر 1946                    | 25 نوفمبر 1946       |
|             | منظمة التجارة العالمية                                               | ?                                | ?                    |
|             | وكالة ضمان الاستثمار متعدد الأطراف                                   | 7 مارس 1997                      | 9 مايو 1994          |
|             | الاتحاد البريدي العالمي                                              | ?                                | ?                    |
|             | مؤسسة التمويل الدولية                                                | 31 أكتوبر 1961                   | 28 ديسمبر 1956       |
|             | منظمة الشرطة الجنائية الدولية                                        | ?                                | ?                    |
|             | الأمم المتحدة                                                        | 24 أكتوبر 1945                   | 15 نوفمبر 1945       |
|             | منظمة حظر الأسلحة الكيميائية                                         | ?                                | ?                    |

## أعلام
هذه قائمة لبعض الشخصيات التي تربطها علاقات بالبلدين:
- رافائيل ماريا بارالت (كاتب فنزويلي، 3 يوليو 1810 – 2 يناير 1860)
- فيليبي باولينو (لاعب كرة قاعدة من جمهورية الدومينيكان، 5 أكتوبر 1983 – )

## وصلات خارجية
- موقع وزارة الخارجية الفنزويلية